# Aloysia citriodora
Aloysia citriodora là một loài thực vật có hoa trong họ Cỏ roi ngựa. Loài này được Palau mô tả khoa học đầu tiên năm 1784.